# Тунгокоченське сільське поселення
Тунгоко́ченське сільське поселення (рос. Тунгокоченское сельское поселение) — сільське поселення у складі Тунгокоченського району Забайкальського краю Росії.
Адміністративний центр та єдиний населений пункт — село Тунгокочен.

## Населення
Населення сільського поселення становить 888 осіб (2019; 988 у 2010, 955 у 2002).